# 湯山村
湯山村（ゆやまむら）は1955年（昭和30年）まで愛媛県温泉郡にあった村である。現在の松山市の北東部、石手川上流域。自治体としては消滅したが、地名としての「湯山」は小中学校の名として現在も残っている。

## 地理

### 位置・地形
現在の松山市の北東部、重信川の支流の一つである石手川の上流域。
石手川に沿ってわずかに平地が開けているものの、山地が村域の大半を占める。
西南は松山市（石手町、常光寺町、東野町）に接しているが、北は越智郡龍岡村に、西は河野村、五明村（ごみょうむら）、伊台村（いだいむら）に、東は北吉井村に、南は小野村に接しているものの、いずれも境界には山地が横たわっている。
河川
石手川
山岳
明神ヶ森
北三方ヶ森
杉立山
倉谷山

### 村名の由来
「湯山」は南北朝期から見られるという。貞治2年の河野通盛寄進状に見える。

## 社会

### 地域・集落
明治22年町村制施行とともに湯山（ゆやま）、溝辺（みぞのべ）の2つの地域が大字となった。
松山市に編入後の、1969年（昭和44年）に制定された米野町、大井野町、東川町、川の郷町、福見川町、河中町、青波町、水口町、藤野町、玉谷町、湯山郷、宿野町、末町、杉立町、食場町、高野町、上高野町、溝辺町の地域。
溝辺町の一部は1968年（昭和43年）に石手1丁目、石手白石となっている。同地域は松山市市街地に隣接し早期に都市化・市街化が及んでいった地域である。

### 教育
- 湯山小学校[2]
- 湯山中学校[3]
- 日浦小中学校[4]

現在はいずれも松山市立の学校

## 沿革
- 古代は和名抄に見える温泉郡井上郷に属していた。
- 藩政期は松山藩領。
- 1889年（明治22年）12月15日 - 町村制の施行により、湯山村、溝辺村が合併して発足。
- 1955年（昭和30年）5月1日 - 松山市に編入。同日湯山村は廃止。当村と同じく松山市の北東部の中山間地に位置する五明村、伊台村と同時の編入。